# Kénédougou (provins)
Kénédougou är en provins i Burkina Faso.   Den ligger i regionen Hauts-Bassins, i den västra delen av landet, 400 km väster om huvudstaden Ouagadougou. Antalet invånare är 221 733.
Följande samhällen finns i Kénédougou:
- Orodara
- Kouroumani
- Dialakoro